# Heartwell
Heartwell – wieś w Stanach Zjednoczonych, w stanie Nebraska, w hrabstwie Kearney.